# Pasaporte maldivo
El pasaporte maldivo es una prueba de ciudadanía, emitida por inmigración de Maldivas, a todos los ciudadanos de Maldivas para viajes internacionales. El pasaporte actual es electrónico, su segunda generación, se lanzó el 24 de enero de 2016. Consta de una página de datos de policarbonato de alta seguridad con foto y datos grabados con láser; cada página del pasaporte tiene un diseño diferente, representado con numerosas ilustraciones del artista local de Maldivas, Hussain Ali Manik.
El pasaporte de Maldivas es uno de los pasaportes biométricos más seguros del mundo con 34 características de seguridad visibles e invisibles y el pleno cumplimiento de los más altos estándares de seguridad para pasaportes. Maldivas es el primer país de la Asociación del Sur de Asia para la Cooperación Regional SAARC en introducir un pasaporte biométrico tan sofisticado.
Según el índice de pasaportes de Henley (actualización de julio de 2020), el pasaporte de Maldivas es el pasaporte más poderoso del sur de Asia, clasificado globalmente en el puesto 62, lo que permite viajar a 85 países sin una visa previa.

## Historia
El primer documento de viaje de Maldivas fue emitido en la década de 1950 por el Ministerio de Relaciones Exteriores, llamado Maldivian Pass.  Esto solo se pudo usar para viajar entre Maldivas y Ceilán (ahora Sri Lanka), y se usó principalmente con fines comerciales.
El primer pasaporte real para un maldivo fue emitido por la Alta Comisión Británica en Colombo, Sri Lanka, en la década de 1960 y la serie se conocía como el pasaporte británico. Permitió a los maldivos ir a otros lugares como una "persona protegida británica de las islas Maldivas".
El nuevo y primer pasaporte de Maldivas se presentó el 20 de abril de 1964. Fue emitido por el Ministerio de Asuntos Exteriores de Maldivas y fue el primer pasaporte emitido por una autoridad del gobierno de Maldivas, que estaba bajo el entonces primer ministro de Maldivas, Ibrahim Nasir. La serie presentada el 12 de diciembre de 1965 fue emitida por la nueva Oficina de Pasaportes de Maldivas, después de que se lograra la independencia total el 26 de julio de 1965.
La segunda serie del pasaporte emitido después de la independencia total, la serie "A", se introdujo en 1975, reemplazada por una segunda emisión de la misma serie en 1980, por el recién formado Departamento de Inmigración y Emigración. Los números tercero y cuarto de la serie A se publicaron en 1990 y 2003 respectivamente.
El primer pasaporte electrónico, o pasaporte electrónico, se presentó el 26 de julio de 2007, con motivo del 42.º aniversario de la independencia, y contenía un microprocesador integrado que contenía información biométrica.
El pasaporte electrónico de segunda generación se lanzó el 24 de enero de 2016.

## Requisitos de visado

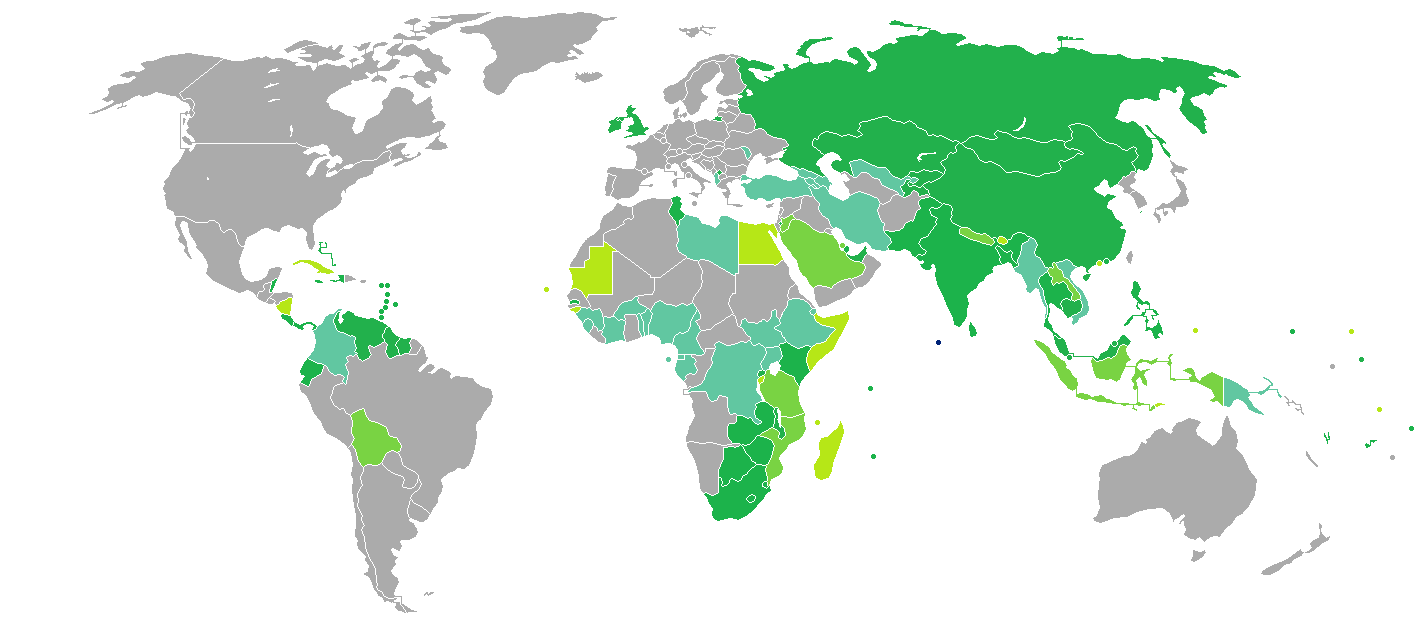
Requisitos de visado para ciudadanos maldivos
Maldivas
No requiere visa
Visa a la llegada
Visa electrónica
Visa requerida

En 2018, los ciudadanos de Maldivas tenían acceso sin visa o con visa a la llegada a 83 países y territorios, lo que ubica al pasaporte de Maldivas en el puesto 59 en el mundo según el Índice de Restricciones de Visa.